# TUF
TUF hay TV-U Fukushima (テレビユー福島 Terebi Yu Fukushima) là mạng truyền hình địa phương Nhật Bản có trụ sở tại thành phố Fukushima. Thành lập vào ngày 20 tháng 6 năm 1983. TUF là thành viên liên kết với mạng truyền hình Japan News Network (JNN).